# Hrvatska stranka prava Herceg-Bosne
Hrvatska stranka prava Herceg-Bosne (HSPH-B) politička je stranka Hrvata u BiH, pravaškog usmjerenja, koja je djelovala od 2010. do 2018. godine.
Predsjednica je stranke Vesna Pinjuh, osoba s dugim stažom u politici. Prvo je bila članica HDZ-a BiH, a potom je prešla u Jurišićev HSP BiH. Upravo je kao članica tog HSP-a imenovana za ministricu poljoprivrede, vodoprivrede i šumarstva u Vladi Hercegovačko-neretvanske županije, gdje i sad obnaša tu dužnost. 
Stranka Bosnu i Hercegovinu vidi kao decentraliziranu državu, s neupitnim suverenitetom, kao pravnu, socijalnu i sekularnu državu, sastavljenu od tri teritorijalne jedinice (entiteti) i distriktom Sarajevo (četvrti entitet). Bosnu i Hercegovinu nadalje vide kao uređenu državu, sa srednjom razinom vlasti, koja se uspostavlja na temelju etničkih, zemljopisnih, gospodarskih, prometnih i drugih kriterija, koji omogućuju diskontinuitet teritorija.
Za parlamentarne izbore 2010. i 2014. HSPH-B vezao se uz BiH. U prosincu 2018. stranka se ujedinila s Hrvatskom strankom prava BiH i time prestala postojati.

## Također pogledajte
- Pravaštvo u Bosni i Hercegovini